# Maggie Q
Margaret Denise Quigley, znana jako Maggie Q i Lý Mỹ Kỳ (wietn.) (ur. 22 maja 1979 w Honolulu) – amerykańska aktorka i modelka. Jej matka jest Wietnamką, a ojciec Amerykaninem polsko-irlandzkiego pochodzenia.
Na początku swojej kariery aktorskiej występowała w produkcjach hongkońskich. W 1998 wystąpiła w dramacie telewizyjnym House of the Dragon. W 2000 grała w horrorze Model from Hell oraz wcieliła się w rolę agentki FBI w filmie akcji Gen-Y Cops. W 2001 grała w Manhattan Midnight, a rok później w filmie Godziny szczytu 2 wraz z takimi aktorami jak Jackie Chan oraz Chris Tucker. Występowała też w filmach Naga broń (2002), W 80 dni dookoła świata (2004), Komando smoka (2005).
Hollywoodzką karierę rozpoczęła w 2006. Wystąpiła w filmie Mission: Impossible III obok Toma Cruise'a. Rok później wcieliła się w rolę Mai Linh w Szklanej Pułapce 4.0 z Bruce’em Willisem.
Stała się również gwiazdą popularnej gry komputerowej Need for Speed: Undercover, w której grała rolę inspektor Chase Linh – łączniczki między graczem a policją.
W latach 2010–2013 grała główną rolę w serialu Nikita. W 2014 wystąpiła w filmie Niezgodna, a w kolejnych latach w dwóch sequelach z tej serii.

## Filmografia
| Rok  | Film                               | Rola                               |
| ---- | ---------------------------------- | ---------------------------------- |
| 2000 | The Legendary 'Tai Fei'            | Kei                                |
| 2000 | Model from Hell                    | Anna                               |
| 2000 | Gen-Y Cops                         | Jane Quigley                       |
| 2001 | Manhattan Midnight                 | Susan/Hope                         |
| 2001 | Godziny szczytu 2                  | Dziewczyna w samochodzie           |
| 2002 | Naked Weapon                       | Charlene Ching                     |
| 2004 | Magic Kitchen                      | May                                |
| 2004 | W 80 dni dookoła świata            | Agentka                            |
| 2004 | Ryżowa rapsodia                    | Gigi                               |
| 2005 | Taped                              | Maggie                             |
| 2005 | House of Harmony                   | Harmony                            |
| 2005 | Dragon Squad                       | Song                               |
| 2006 | The Counting House                 | The Girl                           |
| 2006 | Mission: Impossible III            | Zhen Lei                           |
| 2007 | Balls of Fury                      | Maggie Wong                        |
| 2007 | Szklana pułapka 4.0                | Mai Linh                           |
| 2007 | The Tourist                        |                                    |
| 2008 | Trzy królestwa: Wskrzeszenie smoka | Cao Yin                            |
| 2009 | Lang zai ji                        | Kobieta z plemienia Harran         |
| 2009 | Zakochany Nowy Jork                | Prostytutka (segment „Yvan Attal”) |
| 2010 | The King of Fighters               | Mai Shiranui                       |
| 2010 | Nikita                             | Nikita                             |
| 2011 | Ksiądz 3D                          | Kapłanka                           |
| 2014 | Niezgodna                          | Tori                               |
| 2015 | Zbuntowana                         | Tori                               |
| 2016 | Designated Survivor                | Agentka Hannah Wells               |